# Richfield, Wisconsin
Richfield är en liten stad i delstaten Wisconsin i USA.
Richfield ligger i Washington county, cirka 1 timme med bil från storstaden Milwaukee som är närmaste stora stad. Richfield ligger mycket nära den berömda katolska kyrkan Holy Hill, och man kan se kyrkan från nästan vartenda ställe man befinner sig på i Richfield.